# 1988

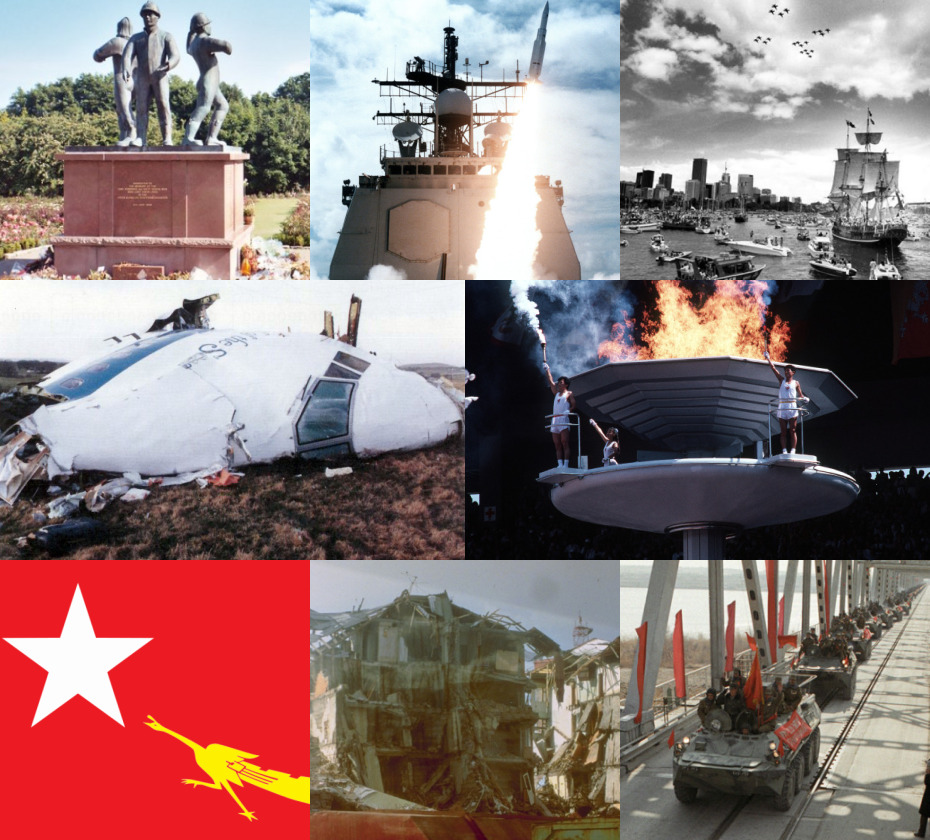

1988 (MCMLXXXVIII) là một năm nhuận bắt đầu vào Thứ sáu của lịch Gregory, năm thứ 1988 của Công nguyên hay của Anno Domini, the năm thứ 988  của thiên niên kỷ 2, năm thứ 88  của thế kỷ 20, và năm thứ  9   của thập niên 1980. 

## Sự kiện

### Tháng 1
- 1 tháng 1: Otto Stich trở thành tổng thống Thụy Sĩ

### Tháng 3
- 14 tháng 3: Hải chiến Trường Sa giữa Trung Quốc và Việt Nam, trong đó Trung Quốc chiếm đảo Gạc Ma trong quần đảo Trường Sa do Việt Nam đang nắm giữ.
- 18 tháng 3: Nhật thực toàn phần ở phía tây Thái Bình Dương
- 26 tháng 3: Ngân hàng Nông nghiệp và Phát triển Nông thôn Việt Nam (Agribank) chính thức được thành lập.

### Tháng 4
- 28 tháng 4: Công ty cổ phần Vàng bạc Đá quý Phú Nhuận (PNJ) chính thức thành lập.

### Tháng 5
- 15 tháng 5: Liên Xô bắt đầu rút khỏi Afghanistan

### Tháng 7
- 3 tháng 7: Một chiếc Airbus A300 của hãng hàng không Iran Air bị tàu chiến Mỹ USS Vincennes (CG-49) bắn nhầm, 290 người chết

### Tháng 8
- 5 tháng 8: Ngưng bắn giữa Angola, Cuba và Cộng hòa Nam Phi
- 8 tháng 8:  Bắt đầu Cuộc nổi dậy 8888 đòi dân chủ của sinh viên Yangon, sau lan rộng ra mọi tầng lớp dân chúng trên khắp Myanmar, biểu tượng Aung San Suu Kyi nổi lên.
- 20 tháng 8: Động đất tại Nepal và Ấn Độ khoảng 1450 người chết

### Tháng 9
- 13 tháng 9: Tập đoàn FPT chính thức được thành lập
- 18 tháng 9: Phong trào dân chủ tại Myanma bị dập tắt

### Tháng 10
- 5 tháng 10: Hiến pháp dân chủ tại Brasil

### Tháng 11
- 8 tháng 11: George H. W. Bush được bầu làm tổng thống thứ 41 của Hoa Kỳ
- 16 tháng 11: Chính trị gia Pakistan Benazir Bhutto là người phụ nữ đầu tiên được bầu chọn tự do trở thành người lãnh đạo chính phủ của một nhà nước Hồi giáo.

### Tháng 12
- 7 tháng 12: Armenia: Động đất khiến khoảng 25.000 nạn nhân tử vong, 15.000 người bị thương và 400.000 mất nhà cửa.
- 8 tháng 12: Một chiếc Fairchild-Republic A-10 của Không quân Hoa Kỳ rơi tại thành phố Remscheid (Đức). Phi công và 6 người khác chết, 50 người bị thương.
- 21 tháng 12: Chuyến bay Pan Am 103 bị đánh bom và rơi xuống ngôi làng Lockerbie, Scotland, làm 270 người trên máy bay và dưới đất thiệt mạng.

## Sinh

### Tháng 1
- 5 tháng 1: Emiliano Molina, cầu thủ bóng đá Argentina (mất 2005)
- 7 tháng 1: Hardwell (Robert van de Corput), DJ kiêm nhà sản xuất âm nhạc người Hà Lan
- 18 tháng 1: Chung Thanh Phong, nhà thiết kế thời trang người Việt Nam
- 25 tháng 1: Ryota Ozawa, diễn viên người Nhật Bản

### Tháng 2
- 8 tháng 2: Arik Braun, người đánh cờ Đức
- 11 tháng 2: Paul Kim, ca sĩ, nhạc sĩ người Hàn Quốc
- 18 tháng 2: Rihanna, nữ ca sĩ Mỹ gốc Barbados
- 20 tháng 2: Only C (Nguyễn Phúc Thạch), nhạc sĩ, ca sĩ Việt Nam, thành viên nhóm nhạc Traisway
- 22 tháng 2: Sebastian Tyrala, cầu thủ bóng đá Đức
- 26 tháng 2: Kiều Minh Tuấn, diễn viên Việt Nam

### Tháng 3
- 12 tháng 3: Thanh Hương, nữ diễn viên người Việt Nam
- 28 tháng 3: Trương Hinh Dư, nữ diễn viên, người mẫu người Trung Quốc

### Tháng 4
- 5 tháng 4: Chí Thiện, diễn viên, ca sĩ, thành viên nhóm nhạc Việt Nam La Thăng (A#)
- 9 tháng 4:
  - Quốc Thiên, ca sĩ người Việt Nam
  - Laura Shigihara, nữ ca sĩ, nhà soạn nhạc người Mỹ/Nhật Bản
- 10 tháng 4: Haley Joel Osment, diễn viên Mỹ
- 16 tháng 4: Peter Liebers, vận động viên trượt băng nghệ thuật Đức
- 22 tháng 4: Minh Triệu, siêu mẫu người Việt Nam
- 23 tháng 4: Quốc Trường, diễn viên người Việt Nam
- 30 tháng 4: Trịnh Thăng Bình, ca sĩ, nhạc sĩ, diễn viên, người dẫn chương trình, thành viên nhóm nhạc Việt Nam La Thăng (A#)

### Tháng 5
- 2 tháng 5: Hà Thanh Xuân, nữ ca sĩ người Việt Nam
- 5 tháng 5: 
  - Skye Sweetnam, nữ ca sĩ nhạc rock Canada
  - Adele, nữ ca sĩ Anh
- 12 tháng 5: Marcelo Vieira, cầu thủ bóng đá Brazil
- 18 tháng 5: Taeyang, ca sĩ người Hàn Quốc, thành viên nhóm nhạc Big Bang.
- 24 tháng 5: Binz (Lê Nguyễn Trung Đan), rapper kiêm nhạc sĩ người Việt Nam, thành viên nhóm SpaceSpeakers

### Tháng 6
- 2 tháng 6: Sergio Aguero, cầu thủ bóng đá người Argentina
- 2 tháng 6: Bảo Thy (Trần Thị Thúy Loan), nữ ca sĩ người Việt Nam
- 13 tháng 6: Isaac (Phạm Lưu Tuấn Tài), ca sĩ người Việt Nam, thành viên cựu nhóm nhạc 365
- 25 tháng 6: Thôi Tử Cách, nữ ca sĩ Trung Quốc
- 29 tháng 6: Ngô Kiến Huy, nam ca sĩ, diễn viên kiêm người dẫn chương trình người Việt Nam

### Tháng 7
- 13 tháng 7: Maya (Mai Thu Hường), nữ ca sĩ, diễn viên người Việt Nam
- 14 tháng 7: James Vaughan, cầu thủ bóng đá Anh
- 26 tháng 7: Zick Jasper, ca sĩ solo, rapper Hàn Quốc

### Tháng 8
- 5 tháng 8: Federica Pellegrini, nữ vận động viên bơi lội Ý
- 6 tháng 8: Mai Phương Thúy, Hoa hậu Việt Nam 2006.
- 8 tháng 8: Beatrice xứ York, Vương tôn nữ Liên hiệp Anh
- 10 tháng 8: Gào, nữ nhà văn người Việt Nam
- 11 tháng 8: Hoàng Thùy Linh, nữ ca sĩ, diễn viên, người dẫn chương trình và người mẫu ảnh nổi tiếng Việt Nam
- 18 tháng 8: G-Dragon, Kwon Ji Yong, ca sĩ thành viên nhóm nhạc Hàn Quốc Big Bang
- 20 tháng 8: Trương Thị May, nữ diễn viên, người mẫu người Việt Nam/Campuchia, Á hậu Phụ nữ Việt Nam qua ảnh 2006, Á hậu các dân tộc Việt Nam 2007
- 21 tháng 8:
  - Robert Lewandowski, cầu thủ bóng đá Ba Lan
  - Lee Bo-mee, nữ tay golf người Hàn Quốc, vợ của nam diễn viên Lee Wan
- 24 tháng 8:
  - Rupert Grint, diễn viên Anh
  - Bảo Thạch, ca sĩ kiêm nhạc sĩ người Việt Nam
- 27 tháng 8: Alexa Vega, nữ diễn viên Mỹ
- 31 tháng 8: Tony Việt (Tony Bùi Việt), ca sĩ người Nga/Việt Nam

### Tháng 9
- 5 tháng 9: Nuri Şahin, cầu thủ bóng đá Thổ Nhĩ Kỳ
- 7 tháng 9: Quỳnh Nga, nữ diễn viên, ca sĩ người Việt Nam
- 12 tháng 9: Huỳnh James (Huỳnh Đắc Bình), ca sĩ, rapper người Việt Nam
- 22 tháng 9: Hamlet Trương (Lê Văn Trương), ca sĩ, nhạc sĩ, nhà văn, dẫn chương trình người Việt Nam
- 27 tháng 9: 
  - David Baramidze, kiện tướng cờ vua Đức
  - Wowy (Nguyễn Ngọc Minh Huy), rapper người Việt Nam
- 30 tháng 9: Thu Quỳnh, diễn viên người Việt Nam

### Tháng 10
- 7 tháng 10: Phương Trinh Jolie (Nguyễn Ngọc Phương Trinh), nữ ca sĩ kiêm diễn viên người Việt Nam
- 17 tháng 10: Mansoor Bedal Ali, vận động viên điền kinh
- 13 tháng 10: Đông Nhi (Mai Hồng Ngọc), nữ ca sĩ người Việt Nam, vợ của nam ca sĩ Ông Cao Thắng
- 15 tháng 10: Mesut Ozil, cầu thủ bóng đá Đức
- 24 tháng 10: Lynk Lee (Tô Mạnh Linh/Tô Ngọc Bảo Linh), ca sĩ chuyển giới người Việt Nam
- 25 tháng 10: Hồ Vĩnh Khoa, diễn viên, người mẫu, ca sĩ người Việt Nam
- 27 tháng 10: Phượng Vũ (Vũ Thị Phượng), nữ ca sĩ người Việt Nam
- 29 tháng 10: Võ Hoàng Yến, nữ siêu mẫu, Á hậu Hoàn vũ Việt Nam 2008
- 30 tháng 10: Janel Parrish, nữ diễn viên và ca sĩ người Mỹ

### Tháng 11
- 5 tháng 11: Virat Kohli, cầu thủ cricket người Ấn Độ
- 6 tháng 11: Emma Stone, nữ diễn viên người Mỹ
- 13 tháng 11: Minh Xù, ca sĩ, dẫn chương trình người Việt Nam
- 25 tháng 11: Addy Trần, nhạc sĩ người Việt Nam
- 11 tháng 11: Châu Ngọc Hà, nữ ca sĩ người Mỹ/Việt Nam
- 13 tháng 11: Vũ Hoàng My, Á hậu Việt Nam
- 15 tháng 11: 
  - B.o.B (Bobby Ray Simmons, Jr.), rapper, ca sĩ, nhà sản xuất thu âm người Mỹ
  - Hoàng Tôn, ca sĩ kiêm nhạc sĩ người Việt Nam
- 22 tháng 11: Hải Băng (Nguyễn Hải Huyền), nữ ca sĩ người Việt Nam, cựu thành viên nhóm nhạc nữ Mây Trắng.
- 28 tháng 11: Richie Stringini, nam ca sĩ người Mỹ
- 30 tháng 11: Julie Zangenberg, nữ diễn viên người Đan Mạch

### Tháng 12
- 3 tháng 12: Nguyên Hà, nữ ca sĩ người Việt Nam
- 7 tháng 12: Min (Nguyễn Minh Hằng), nữ ca sĩ, vũ công Việt Nam, cựu thành viên nhóm nhảy St. 319
- 17 tháng 12: Takanashi Rin, nữ diễn viên, ca sĩ người Nhật Bản
- 18 tháng 12: Noo Phước Thịnh, nam ca sĩ, vũ công người Việt Nam

### Không rõ ngày, tháng
- Ngọc Oanh, nữ siêu mẫu người Việt Nam
- JoliPoli (Phạm Đăng Anh Thư), nữ ca sĩ, nhà thiết kế thời trang người Việt Nam

## Mất
- 1 tháng 1: Rolf Presthus, chính trị gia, luật gia Na Uy (sinh 1936)
- 3 tháng 1: Gaston Eyskens, chính khách Bỉ, thủ tướng (sinh 1905)
- 3 tháng 1: Franz Muxeneder, diễn viên (sinh 1920)
- 4 tháng 1: Friedrich Joloff, diễn viên Đức (sinh 1908)
- 5 tháng 1: Pete Maravich, cầu thủ bóng rổ Mỹ (sinh 1947)
- 7 tháng 1: Trevor Howard, diễn viên Anh (sinh 1916)
- 10 tháng 1: Hilde Bussmann, nữ vận động viên bóng bàn Đức (sinh 1914)
- 11 tháng 1: Isidor Isaac Rabi, nhà vật lý học Mỹ (sinh 1898)
- 12 tháng 1: Piero Taruffi, người đua mô tô và ô tô (sinh 1906)
- 14 tháng 1: Pi Scheffer, nhà soạn nhạc Hà Lan, người điều khiển dàn nhạc (sinh 1909)
- 14 tháng 1: Georgy Maximilianovich Malenkov, chính trị gia Xô Viết (sinh 1902)
- 15 tháng 1: Seán MacBride, chính trị gia Ireland, người nhận Giải thưởng Nobel về hòa bình (sinh 1904)
- 19 tháng 1: Jewgeni Alexandrowitsch Mrawinski, người điều khiển dàn nhạc Nga (sinh 1903)
- 26 tháng 1: Stephan Koren, chính trị gia Áo (sinh 1919)
- 29 tháng 1: Seth Neddermeyer, nhà vật lý học Mỹ (sinh 1907)
- 1 tháng 2: Johannes Bours, nhà thần học Công giáo La Mã, nhà văn (sinh 1913)
- 1 tháng 2: Heather O'Rourke, nữ diễn viên Mỹ (sinh 1975)
- 2 tháng 2: Solomon, nghệ sĩ dương cầm Anh (sinh 1902)
- 3 tháng 2: Radamés Gnattali, nhạc sĩ Brasil, nhà soạn nhạc (sinh 1906)
- 4 tháng 2: Willi Kollo, nhà soạn nhạc Đức (sinh 1904)
- 5 tháng 2: Stefan Dittrich, chính trị gia Đức (sinh 1912)
- 10 tháng 2: Lothar Malskat, họa sĩ (sinh 1913)
- 12 tháng 2: Adolf Bieringer, chính trị gia Đức, nghị sĩ quốc hội liên bang (sinh 1928)
- 14 tháng 2: Frederick Loewe, nhà soạn nhạc Mỹ (sinh 1904)
- 15 tháng 2: Richard Feynman, nhà vật lý học Mỹ, nhận Giải thưởng Nobel (sinh 1918)
- 15 tháng 2: Neil R. Jones, nhà văn thể loại khoa học giả tưởng (sinh 1909)
- 19 tháng 2: René Char, thi sĩ Pháp (sinh 1907)
- 19 tháng 2: André Frédéric Cournand, nhà y học (sinh 1895)
- 24 tháng 2: Memphis Slim, ca sĩ nhạc blues Mỹ (sinh 1915)
- 24 tháng 2: Bljuma Wulfowna Seigarnik, nhà nữ tâm lý học Nga (sinh 1900)
- 25 tháng 2: Helmut Echternach, mục sư, nhà thần học Tin Lành, Giám mục (sinh 1907)
- 3 tháng 3: Sewall Wright, nhà sinh vật học Mỹ (sinh 1889)
- 9 tháng 3: Kurt Georg Kiesinger, chính trị gia Đức, 1966–1969, thủ tướng Cộng hòa Liên bang Đức (sinh 1904)
- 10 tháng 3: Phạm Hùng, Chủ tịch Hội đồng Bộ trưởng Việt Nam (sinh 1912)
- 13 tháng 3: John Holmes, diễn viên phim khiêu dâm Mỹ (sinh 1944)
- 14 tháng 3: Reinhold Ebertin, nhà chiêm tinh Đức (sinh 1901)
- 14 tháng 3: Rudolf Gramlich, cầu thủ bóng đá Đức (sinh 1908)
- 15 tháng 3: Peter Lühr, diễn viên Đức (sinh 1908)
- 20 tháng 3: Gil Evans, nhạc sĩ nhạc jazz Canada (sinh 1912)
- 21 tháng 3: Hans Fronius, họa sĩ Áo, họa sĩ vẽ tranh minh họa (sinh 1903)
- 22 tháng 3: Albert Benz (Komponist), nhà soạn nhạc Thụy Sĩ, người điều khiển dàn nhạc (sinh 1927)
- 30 tháng 3: Edgar Faure, chính trị gia Pháp (sinh 1908)
- 31 tháng 3: William McMahon, chính trị gia Úc, thủ tướng (sinh 1908)
- 1 tháng 4: Oliver Hassencamp, diễn viên, tác giả (sinh 1921)
- 3 tháng 4: Dieter Mauritz, vận động viên bóng bàn Đức (sinh 1918)
- 3 tháng 4: Martin Wagenschein, nhà sư phạm, nhà vật lý học, nhà toán học (sinh 1896)
- 4 tháng 4: Herbert Heinicke, người đánh cờ (sinh 1905)
- 7 tháng 4: Cesar Bresgen, nhà soạn nhạc Áo (sinh 1913)
- 9 tháng 4: Brook Benton, ca sĩ nhạc soul Mỹ (sinh 1931)
- 12 tháng 4: Alan Stewart Paton, nhà văn Nam Phi (sinh 1903)
- 14 tháng 4: Endre Székely, nhà soạn nhạc Hungary (sinh 1912)
- 15 tháng 4: Kenneth Williams, diễn viên Anh (sinh 1926)
- 21 tháng 4: I A. L. Diamond, tác giả kịch bản Mỹ (sinh 1920)
- 22 tháng 4: Ulrich Leman, họa sĩ Đức (sinh 1885)
- 25 tháng 4: Clifford Simak, nhà báo, tác giả (sinh 1904)
- 2 tháng 5: Berthold Koch, người đánh cờ Đức (sinh 1899)
- 4 tháng 5: Stanley William Hayter, họa sĩ Anh, nghệ sĩ tạo hình (sinh 1901)
- 7 tháng 5: Conny Freundorfer, vận động viên bóng bàn Đức (sinh 1936)
- 13 tháng 5: Chet Baker, nhạc sĩ nhạc jazz Mỹ, nam ca sĩ, nhà soạn nhạc (sinh 1929)
- 13 tháng 5: Willem Drees, chính trị gia Hà Lan (sinh 1886)
- 25 tháng 5: Karl A. Wittfogel, nhà xã hội học Đức, triết gia (sinh 1896)
- 27 tháng 5: Vladimír Menšík, diễn viên Séc (sinh 1929)
- 29 tháng 5: Siaka Stevens, cựu tổng thống của Sierra Leone (sinh 1905)
- 1 tháng 6: Herbert Feigl, triết gia (sinh 1902)
- 6 tháng 6: Lê Thị Lựu, nữ hoạ sĩ người Việt Nam (sinh 1911)
- 9 tháng 6: Willy Bartsch, chính trị gia Đức (sinh 1905)
- 12 tháng 6: Marcel Poot, nhà soạn nhạc Bỉ, giáo sư (sinh 1901)
- 23 tháng 6: Martin Gregor-Dellin, nhà văn Đức (sinh 1926)
- 25 tháng 6: Hillel Slovak, nhạc sĩ Mỹ (sinh 1962)
- 26 tháng 6: Hans Urs von Balthasar, nhà thần học Công giáo người Thụy Sĩ, Hồng y (sinh 1905)
- 1 tháng 7: Anton Leader, đạo diễn phim Mỹ, nhà sản xuất phim (sinh 1913)
- 2 tháng 7: Johann Baptist Gradl, chính trị gia Đức (sinh 1904)
- 2 tháng 7: Eddie "Cleanhead" Vinson, nhạc sĩ nhạc jazz Mỹ (sinh 1917)
- 6 tháng 7: Hans Gutzwiller, nhà ngữ văn Thụy Sĩ (sinh 1913)
- 7 tháng 7: Paula Mollenhauer, nữ vận động viên điền kinh Đức (sinh 1908)
- 8 tháng 7: Raymond Barbuti, vận động viên điền kinh, huy chương Thế Vận Hội (sinh 1905)
- 12 tháng 7: Michael Jary, nhà soạn nhạc Đức (sinh 1906)
- 12 tháng 7: Joshua Logan, đạo diễn Mỹ (sinh 1908)
- 18 tháng 7: Christa Päffgen, người mẫu Đức, nữ ca sĩ (sinh 1938)
- 27 tháng 7: Brigitte Horney, nữ diễn viên Đức (sinh 1911)
- 1 tháng 8: Louis-Jean Guyot, tổng Giám mục của Toulouse, Hồng y Công giáo (sinh 1905)
- 2 tháng 8: Raymond Carver, tác giả Mỹ (sinh 1938)
- 9 tháng 8: Paul Ruegger, luật sư Thụy Sĩ (sinh 1897)
- 9 tháng 8: Giacinto Scelsi, nhà soạn nhạc Ý (sinh 1905)
- 10 tháng 8: Arnulfo Arias, tổng thống Panama (sinh 1901)
- 11 tháng 8: Jean-Pierre Ponnelle, đạo diễn phim Pháp (sinh 1932)
- 11 tháng 8: Alfred Kelbassa, cầu thủ bóng đá Đức (sinh 1925)
- 11 tháng 8: Pauline Lafont, nữ diễn viên Pháp (sinh 1963)
- 14 tháng 8: Robert Calvert, nghệ nhân Anh, thi sĩ, diễn viên, nhạc sĩ (sinh 1945)
- 17 tháng 8: Mohammed Zia ul-Haq, tổng thống Pakistan (sinh 1924)
- 17 tháng 8: Bruno Mathsson, kiến trúc sư, nhà thiết kế (sinh 1907)
- 18 tháng 8: Frederick Ashton, biên đạo múa (sinh 1904)
- 24 tháng 8: Kurt Zips, diễn viên Áo (sinh 1922)
- 29 tháng 8: Lưu Quang Vũ, nhà soạn kịch, nhà thơ và nhà văn hiện đại của Việt Nam.
- 29 tháng 8: Xuân Quỳnh, nhà thơ nữ Việt Nam.
- 1 tháng 9: Luis Walter Alvarez, nhà vật lý học Mỹ, Giải Nobel (sinh 1911)
- 4 tháng 9: Oda Schaefer, nhà văn nữ Đức (sinh 1900)
- 5 tháng 9: Ann-Charlott Settgast, nhà văn nữ Đức (sinh 1921)
- 5 tháng 9: Gert Fröbe, diễn viên Đức (sinh 1913)
- 6 tháng 9: Axel von Ambesser, đạo diễn phim (sinh 1910)
- 13 tháng 9: Gerd Hornberger, vận động viên điền kinh Đức (sinh 1910)
- 21 tháng 9: Henry Koster, đạo diễn phim Đức (sinh 1905)
- 21 tháng 9: Walter Vogt, nhà văn (sinh 1927)
- 26 tháng 9: Branko Zebec, cầu thủ bóng đá (sinh 1929)
- 30 tháng 9: Trường Chinh, Nguyên Tổng Bí thư, Nguyên Chủ tịch Hội đồng nhà nước, nguyên Chủ tịch Quốc hội, Cố vấn Ban chấp hành Trung ương Đảng cộng sản Việt Nam (sinh 1907)
- 2 tháng 10: Peter Kilian, nhà văn Thụy Sĩ (sinh 1911)
- 3 tháng 10: Franz Josef Strauß, chính trị gia Đức (sinh 1915)
- 4 tháng 10: Geoffrey Household, tác giả (sinh 1900)
- 7 tháng 10: Otto Arnholz, chính trị gia (sinh 1894)
- 7 tháng 10: Heinrich Maria Janssen, Giám mục Đức (sinh 1907)
- 8 tháng 10: Ernst Hermann Meyer, nhà soạn nhạc Đức (sinh 1905)
- 9 tháng 10: Felix Wankel, nhà phát minh động cơ Wankel (sinh 1902)
- 10 tháng 10: Reinhart Wolf, nhiếp ảnh gia Đức (sinh 1930)
- 11 tháng 10: Max Imdahl, sử gia về nghệ thuật Đức (sinh 1925)
- 12 tháng 10: Trần Duy Hưng, Cố Chủ tịch Thành phố Hà Nội (sinh 16 tháng 1 năm 1912)
- 13 tháng 10: Quang Dũng, nhà thơ người Việt Nam (sinh 1921)
- 19 tháng 10: Son House, nhạc sĩ blues Mỹ (sinh 1902)
- 20 tháng 10: Sheila Scott, nữ phi công Anh (sinh 1922)
- 27 tháng 10: Curt Herzstark, nhà phát minh (sinh 1902)
- 27 tháng 10: Charles Hawtrey, diễn viên Anh (sinh 1914)
- 28 tháng 10: Pietro Annigoni, họa sĩ Ý (sinh 1910)
- 29 tháng 10: Thomas Benjamin Cooray, tổng Giám mục của Colombo, Hồng y (sinh 1901)
- 30 tháng 10: Heinz Heckhausen, nhà tâm lý học Đức (sinh 1926)
- 30 tháng 10: Ernst Fritz Fürbringer, diễn viên Đức, diễn viên (sinh 1900)
- 31 tháng 10: George Eugene Uhlenbeck, nhà vật lý học Mỹ (sinh 1900)
- 9 tháng 11: Mario Nasalli Rocca di Corneliano, Hồng y Công giáo La Mã (sinh 1903)
- 12 tháng 11: Tomasz Sikorski, nhà soạn nhạc Ba Lan (sinh 1939)
- 13 tháng 11: Antal Doráti, người điều khiển dàn nhạc (sinh 1906)
- 14 tháng 11: Takeo Miki, thủ tướng thứ 66 của Nhật Bản (sinh 1907)
- 22 tháng 11: Erich Fried, nhà thơ trữ tình, dịch giả, nhà văn tiểu luận (sinh 1921)
- 23 tháng 11: Wieland Herzfelde, nhà xuất bản Đức, tác giả, nhà xuất bản (sinh 1896)
- 24 tháng 11: Joachim Fernau, nhà văn Phổ, họa sĩ (sinh 1909)
- 25 tháng 11: Alphaeus Philemon Cole, nghệ nhân Mỹ, họa sĩ vẽ tranh minh họa (sinh 1876)
- 27 tháng 11: John Carradine, diễn viên Mỹ (sinh 1906)
- 27 tháng 11: Johannes Hendrikus Donner, kiện tướng cờ vua Hà Lan (sinh 1927)
- 29 tháng 11: Hans Scholz, nhà văn Đức, nhà báo, họa sĩ (sinh 1911)
- 3 tháng 12: Thawal Thamrong Navaswadhi, chính trị gia Thái Lan, thủ tướng (sinh 1901)
- 5 tháng 12: August Lenz, cầu thủ bóng đá Đức (sinh 1910)
- 16 tháng 12: Sylvester James, nhạc sĩ Mỹ (sinh 1947)
- 21 tháng 12: Gottfried Amann, nhà lâm học Đức (sinh 1901)
- 23 tháng 12: Hermann Heimpel, nhà sử học Đức (sinh 1901)
- 23 tháng 12: Georg Kurlbaum, chính trị gia Đức (sinh 1902)
- 25 tháng 12: Evgeny Kirillovich Golubev, nhà soạn nhạc Nga (sinh 1910)
- 27 tháng 12: Hal Ashby, đạo diễn phim Mỹ (sinh 1929)
- 30 tháng 12: Isamu Noguchi, nhà điêu khắc Mỹ (sinh 1904)

## Giải thưởng Nobel
- Hóa học - Johann Deisenhofer, Robert Huber, Hartmut Michel
- Văn học - Naguib Mahfouz
- Hòa bình - Lực lượng gìn giữ hòa bình Liên Hợp Quốc
- Vật lý - Leon M. Lederman, Melvin Schwartz, Jack Steinberger
- Y học - Sir James W. Black, Gertrude B. Elion, George H. Hitchings
- Kinh tế - Maurice Allais